# Стивен Маркус
Стивен Маркус (енгл. Stephen Marcus) је британски глумац, рођен 18. јуна 1962. године у Портсмуту (Енглеска). Најпознатији је по улози Ника Грка у филму Две чађаве двоцевке.

## Изабрана филмографија
| Улоге Стивен Маркус |                      |               |       |          |
| Година              | Српски назив         | Изворни назив | Улога | Напомена |
| 2013.               | Два дана у диму      |               |       |          |
| 2013.               | Паклене улице 6      |               |       |          |
| 2009.               | Нинџа убица          |               |       |          |
| 2000.               | Перо Маркиза де Сада |               |       |          |
| 1998.               | Две чађаве двоцевке  |               |       |          |
| 1985.               | Моја прелепа Лондрет |               |       |          |